# Никоцарас
Никос Царас (греч.  Νίκος Τσάρας), более известный как Никоцарас (греч.  Νικοτσάρας), (1774, село Яннота, Олимп — 1807, рейд Литохоро) — деятель греческого национально-освободительного движения против турецкого ига.

## Биография
Никоцарас родился в 1774 году в селе Яннота, расположенном на склонах Олимпа в семье клефта и арматола Паноса Цараса. В возрасте 18 лет, после убийства его отца, вместе с братом Константином нашёл убежище в дружественной семье рода Лазосов, и с помощью Лазосов стал главой арматолика в Влахоливадо. Никоцарас отличался гордостью, пренебрежением к деньгам и своей силой. Предания гласят, что он перепрыгивал через семь коней поставленных рядом:A-126.
Никос Царас доказал, что располагает достоинствами вождя, когда оказался в эпицентре вендетты с капитаном клефтов Влахотеодоросом, а также когда поднял восстание в регионе Олимпа против турецких пашей Македонии, последовавшего после русско-турецкой войны. Военачальник и историк Касомулис пишет, что Никоцарас поддерживал контакты с служившим Российской империи Ламбросом Кацонисом, для совершения одновременных военных действий с моря и суши в регионе Олимпа и Македонии. Когда русские заключили с османами мир, Али-паша Тепеленский начал преследование клефтов, сотрудничавших с русскими. Так Никоцарас со своими соратниками, семьёй Лазосов, Вергосом и Харисисом, перебрался на острова Северные Спорады и совершал пиратские налёты на побережье Фессалии и Македонии. Никоцарас оставался пиратом до 1801 года, когда Али-паша вернул ему его арматолик в Влахоливадо, но их отношения вновь были нарушены и Никоцарас в очередной раз начал военные действия против Али-паши.
Согласно некоторым источникам Никоцарас принял участие в  Первом сербском восстании с отрядом в 550 своих бойцов. В 1804 году Никоцарас убил знатного сановника Али-паши, после чего начал вновь досаждать знати и османам на Олимпе. Когда весь регион, греческие клефты, бывшие врагами его отца, вместе с турками и греками землевладельцами, объединили свои силы против Никоцараса, он бежал на остров Идра, где Лазарь Кундуриотис предоставил ему паспорт, только что созданной при поддержке России, Республики Семи Островов. Гонения Али-паши вынудили многих клефтов Фессалии и Македонии перебраться на остров Скиатос и сформировать здесь свою пиратскую эскадру. Корпуса и паруса кораблей эскадры были покрашены в чёрный цвет, в силу чего она получила имя «Чёрная эскадра». Командовал эскадрой Яннис Статас. Никоцарас стал его заместителем. Эскадра совершала налёты на османские корабли в северной части Эгейского моря и рейды на побережье Македонии, Фессалии и острова Эвбея:Α-373. 
В июне 1807 года, вскоре после того как разразилась очередная русско-турецкая война, российский адмирал Дмитрий Сенявин пригласил Никоцараса на остров Тенедос и предложил сотрудничество в боевых действиях против турок. Никоцарас высадился на континент и одержал победы над турками в Ано Неврокопи и Мелнике на северо-востоке Македонии. После того как против него выступил паша Серр Измаил-бей с 8 тысяч солдат, Никоцарас, который располагал 400 бойцами с Олимпа и немногими местными греческими добровольцами, а также примкнувшими к нему 120 албанцами, отступил к Прави (нынешний Элефтеруполис). Никоцарас разбил лагерь возле реки Стримонас. Измаил-бей осаждал его 3 дня, после чего сотня албанцев сдалась туркам. В тот же вечер «Орёл Олимпа», как его именует Касомулис, принял решение прорваться через турецкие линии. Прорыв удался, но с огромными потерями. После трёхдневной осады и прорыва, живыми из прорыва вышли только 60 греческих бойцов, которые перешли на Афон, затем на остров Скиатос и наконец на Олимп.

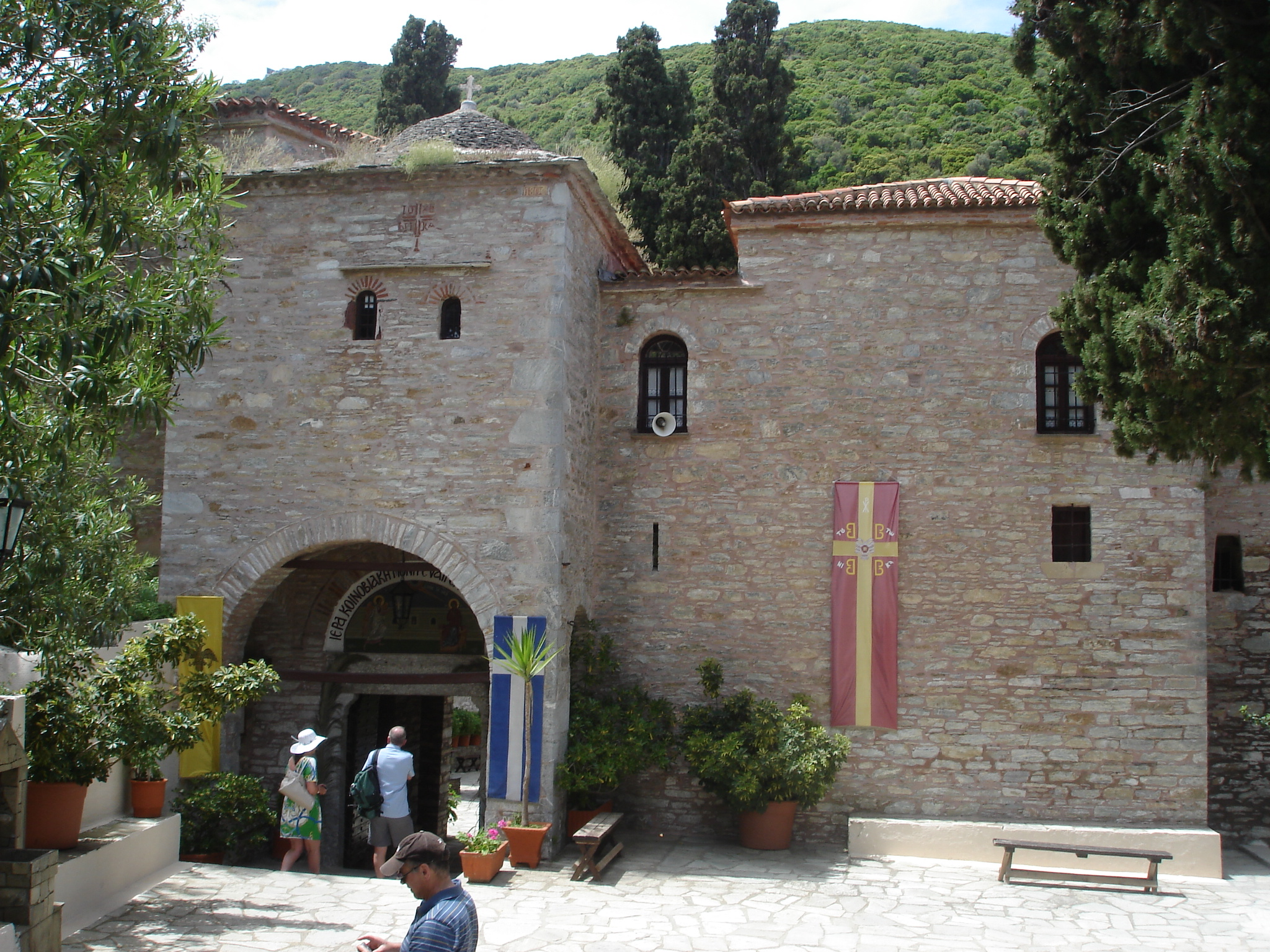
Монастырь Эвангелистрия на острове Скиатос, у которого был похоронен Никоцарас

Никоцарас вернулся к пиратской деятельность, базируясь на острове Скиатос. В последнем своём бою Никоцарас одержал победу над турко-албанцами на побережье у города Литохоро, в июле 1807 года. В этом сражении Никоцарас был тяжело ранен и умер на своём корабле. Никоцарас был похоронен, согласно его последнему пожеланию, в его убежище на острове Скиатос, у монастыря Эвангелистрия, рядом с горным потоком Лехуни, именуемым в народе именем «поток Никоцараса». Его именем было названо маленькое село (около 300 жителей) Никоцарас нома Драма, после того как в 1928 году оно было заселено греческими беженцами из Турции (ранее, до 1923 года в селе проживали мусульмане).

## О Никоцарасе
- Теодорос Колокотронис сожалел, что Никоцарас не дожил до Греческой революции 1821 года, говоря: «Его вклад в нашу борьбу был бы велик, если бы он жил сегодня»
- Народная песня описывает его бой в Прави, где он «воюет против трёх вилайетов» и где он «рубит своим дамасским мечом и турки бегут от него словно козы».